# Olof Norberg
Den här sidan handlar om prästen Olof Norberg. För tandläkaren, se Olof Norberg (tandläkare).
Olof Norberg, född 20 januari 1698 i Kolbäck, död 30 december 1765, var en svensk präst och lektor. Han var son till kronobefallningsmannen Olof Norberg och Margareta Katz. 
Norberg blev student 1713, disputerade vid Uppsala universitet 17 maj 1728 pro gradu och promoverades 4 juni samma år till magister och han prästvigdes i Stockholm 13 december 1734
15 september 1731 förordnades han till adjunkt vid Västerås gymnasium. 3 januari 1739 förordnas han till konrektor vid trivialskolan i Västerås och 11 februari 1741 till rektor vid trivialskolan. 19 september 1744 blev han lektor i filosofi, moral och historia vid gymnasiet och tog 13 maj 1745 plats i domkapitlet. Gymnasierektor 1746 och 1749 och från 1745 kyrkoherde i Hubbo församling, prost 1752. Han höll marknadspredikan på prästmötet 1748. 1746-1749 lät Norberg reparera Hubbo kyrka och bygga ny prästgård. 29 oktober 1751 fick han erinran från JK att vara försiktigare i sin undervisning i vissa ämnen, särskilt historia. 1755 biföll K.M:t hans ansökan om avsked med bibehållen lön och rätt att anställa vikarie. 
Olof Norberg gifte sig 1734 med Sara Maria Sommor och 1744 med Christina Petræus, dotter till prosten Pehr Petræus och Elisabeth Kalsenius. Norberg var far (i sitt andra gifte) till prosten Anders Norberg.

## Källförteckning
- Hansson, Gösta; Herzog, Leon (1990). Västerås stifts herdaminne, II:2. 1700-talet.. Västerås. ISBN 91-7268-135-7

- Muncktell, Johan Fredric (1843). Westerås stifts herdaminne, Första delen. Wahlström & Låstbom. Uppsala